# Bét Sálom zsinagóga
A Bét Sálom zsinagóga a zsidó vallási és kulturális élet egyik budapesti színtere, a magyar zsidó közösség dél-budai központja. A hagyományőrző közösség jellemzően többgyermekes családok és fiatal zsidó értelmiségiek találkozási helye. A közösség építője a magyarországi fiatal rabbigeneráció egyik lelkes tagja, Radnóti Zoltán rabbi.

## Az új lágymányosi (később Bét Sálom) zsinagóga története

### Az új lágymányosi zsinagóga és közössége megalakulása
A Lágymányosi zsinagóga eladása utána a közösség a jelenlegi imaházba kényszerült járni. Az új zsinagóga első elnöke Szepesi Hugó volt. A közösségért való felelősségtudata és határtalan áldozatkészsége miatt a hívek őt tették meg a zsinagóga vezetőjévé. Elnöksége alatt a zsinagógának nem volt saját rabbija, ezért a közösség nemcsak tisztelettel, hanem baráti szeretettel is viszonozta a fennmaradásért tett erőfeszítéseit. Szepesi elkötelezettségét hűen mutatja, hogy mikor a zsinagóga felújítás alatt állt, akkor saját lakásában várta a közösséget imádkozásra. Szepesi Hugó nem csak a híveket igyekezett egyben tartani, hanem ő gondoskodott a zsinagóga tárgyi eszközeinek meglétéről is, valamint ő biztosította az emberi erőforrást is. Előbb Rosenfeld Mojsét, majd “Harry bácsit” vette fel tóra-olvasónak.  Szeretett felesége, Magdi is sokat tett a zsidó közösségért, részben a VIZO-ban való munkássága miatt, részben pedig jótékonysági programjai miatt. Szepesi halála után felesége igyekezett betölteni férje szerepét. A gyász fájdalma és az egészségügyi problémák miatt sajnos ő is eltávozott. A házaspár iránt érzet szeretetet és tiszteletet egy emléktábla szimbolizálja, melyet a körzet emelt a zsinagóga falára. 
Szepesi igyekezete fenntartotta a közösséget, viszont a körülmények nem szolgálták az előrehaladást. Ugyanis a körzet beolvadt a budai körzetbe, és a Frankel zsinagóga "alkörzete" lett, vagyis nem rendelkezett saját költségvetéssel és "saját" rabbival. A rabbi egyszeri megjelenése és a viszonylagos programnélküliség nem tette lehetővé a közösség fejlődését és növekvését. Saját rabbira volt szükség. 
A közösség újjászületését Halmos Gábor elnöksége alatt az új, saját rabbi, Radnóti Zoltán segítsége tette lehetővé, akinek a javaslatára a körzet 2005-ben visszanyerte függetlenségét, és így saját költségvetéssel, állandó imarenddel és színes programokkal kezdett megújulni a dél-budai zsidó közösség.

### Az új Bét Sálom zsinagóga felavatása
A felújított és kibővített Bét Sálom zsinagóga felavatására 2012. március 27-én ünnepélyes keretek között került sor. A ceremónián Ilan Mor, Izrael magyarországi nagykövete, valamint Hoffmann Tamás (politikus), XI. kerületi fideszes polgármester is részt vett. A budapesti zsidóság életében 80 éve nem fordult elő, hogy egy közösség kinőtte volna a rendelkezésére álló helyet. A zsinagóga felújítása nem jöhetett volna létre Újbuda Önkormányzatának, a BZSH-nak, valamint magánemberek támogatása nélkül.  A zsinagóga avatásán a résztvevők között volt többek között Feldmájer Péter és Zoltai Gusztáv, a MAZSIHISZ elnöke és ügyvezetője, Schweitzer József nyugalmazott országos főrabbi, valamint Oberlander Báruch, a Chabad Lubavics mozgalom rabbija. A keresztény világ képviselőjeként Erdő Péter bíboros, a Magyar Katolikus Püspöki Konferencia elnöke vett részt az ünnepélyen. A hivatalos, ünnepélyes avatás előtt 2012. március 24-én mezuza felrakásra is sort került a zsinagógában, mely eseményt a közösség úgyszintén ünnepi pompában tartotta meg.

### A felújított Bét Sálom zsinagóga
A zsinagóga felújításáról 2009-ben döntött a közösség. A bővítés pénzügyi fedezetét pályázati források és adományok biztosították. Az építkezés körülbelül fél évet vett igénybe, és általa a belső terek megháromszorozódtak, ezzel megteremtve a megfelelő környezetet az oktatási és kulturális programokhoz.
A zsinagóga földszintjén található egy oktatóterem könyvtárrészleggel és egy nagy közösségi terem, mely a kiddusok alkalmával a közösség minden tagja számára biztosítja a helyet. Továbbá egy kóser konyha szolgál az ételek elkészítésére. A kertben egy kis modern játszótér - hintával, csúszdával és homokozóval - garantálja a gyerekek jókedvét. A kisfiúk szórakozására egy focipálya szolgál. A kert kiváló lehetőség a szabadtéri tanuláshoz mind a gyerekek, mint a felnőttek számára, valamint remek helyszín az ünnepek alkalmával egy kis sütögetésre.
Az emeleten az imaterem található. A férfi és női részleg elkülönítésére egy áttetsző elválasztó fal szolgál. Mindkét részlegen külön polcos szekrény biztosítja a sok imakönyv tárolását, melyek szabadon használhatók a közösség számára. Az imaterem szépségét az égszínkék mennyezet adja, melyen ezüstszínű Dávid-csillagok díszelegnek. Az egyszerűséget és a letisztult összképet a hófehér falak és oszlopok biztosítják, melyek a figyelmet a fakészítésű, nagy tóraszekrényre irányítják. Az örök tűz a frigyszekrény előtt világítja be a zsinagógát.

## Vallási élet a Bét Sálom zsinagógában

### Imaidők
Sáchrit (hétköznapi reggeli ima): hétfő, csütörtök és ros hódes (új hónap) reggel 7:00-kor.

Kábálát Sábát (szombat köszöntése): péntek este 18:00-kor (télen), péntek este 19:00-kor (nyáron).

Sábát Sáchrit (szombat reggeli ima): Szombat reggel 9:00-kor.

### Talmud-tanulás
A zsinagógától eltérő helyszínen, a Grandió Bárban nyílik mód Talmud tanulásra. A közösség tagjai Radnóti Zoltán és Darvas István rabbi társaságában beszélgetnek az előre megadott témákról. 
Időpont: csütörtök, 18:00-19:30
Helyszín: 1075 Budapest, Nagydiófa u. 8. 

### Zsidó alapismeretek
A zsinagógában bizonyos vasárnaponként 18:00 óra és 19:30 között Radnóti Zoltán rabbi a zsidó vallásról, kultúráról és hagyományról tart tanrend szerinti előadásokat az érdeklődők számára. 

Időpont: vasárnap, 18:00-19:30

### Vallásjog-tanulás
A zsinagógánkban a szombat reggeli ima után magyar nyelvű vallásjog (háláhá) tanulás van, amit dr. Eran Lahav vezet.

## Közösségi élet a Bét Sálom zsinagógában

### Nyelvtanfolyam
A Bét Sálom zsinagógában modern héber nyelvtanulásra is lehetőség van. 

Felnőttek számára keddenként, párhuzamosan két szinten: kezdő és középhaladó csoportokban folyik az oktatás. A héber nyelv elsajátítást Radnóti Zoltán rabbi és Virág Emese nyelvtanár teszi lehetővé.

A gyerekek Virág Emese nyelvtanár vezetésével játékos nyelvoktatásban vehetnek rész minden pénteken.

Időpontok:
- Felnőtteknek: kedd 18:00-19:30
- Gyermekeknek: péntek 18:30-19:00 (a felnőttek esti imával párhuzamosan)

### Gyermekfoglalkozás
Minden pénteken 19:15-19:35 között, illetve szombatonként 10:00-10:30 között csoportos gyermekfoglalkozás tartunk.

A foglalkozások témája: példaképek a zsidó hagyományban. 

Szombatonként 10:30-10:45 között gyermekima van.

A gyerekprogramokat Virág Emese tanár biztosítja.

Időpontok:

- péntek: 19:15 - 19:35
- szombat: 10:00 - 10:30

### Gyermektábor
2011 nyara óta a Bét Sálom zsinagóga gyerektáborokat szervez elsősorban a közösség gyermekei számára. Az ötnapos tábor alatt a gyerekek kézműves foglalkozásokon és zenés programokon vesznek részt, ellátogatnak játszóházba, vadasparkba, uszodába, valamint alkalmuk nyílik elmélyíteni a zsidó élet hagyományait. A táborban a mindennapi vallásgyakorlás is helyet kap a programban - gyermekimák révén.

### Eötvös klub / nyugdíjas klub
Az Eötvös klub Eötvös Károlyról, a tiszaeszlári per védőjéről kapta nevét. Elsősorban az idős korosztály programsorozataként jött létre, ugyanakkor közönségében nemcsak a holokausztot túlélők, hanem az új generációk számára is nyitott. 
A klub vezetője Gündert Z. Anikó, aki szociális munkásként szükségét érezte az idősebb emberek élménygazdag kikapcsolódására. A klub állandó helyszínének a Bét Sálom zsinagóga szolgál, mely Radnóti Zoltán rabbi felajánlásának köszönhető.
A klub színes programokat kínál tagjainak. Mozi vetítések, kiállítások, múzeum-látogatások vagy akár egynapos kirándulások szolgálnak a kellemes időtöltésre. A klub 2005-ben nyitotta meg kapuját, és azóta havi rendszerességgel működik.  
A szórakozás mellett a klub figyelmet szán az idősek beilleszkedésére a mai technika világába. Internethasználatra, böngészésre tanítja meg a tagokat, ugyanakkor nem csak az új világ gondolatai cserélnek gazdát. A klubtagok holokauszt-élményeikről egy program keretében előadásokat tartottak fiatalok számára, akiknek a második világháború már csak könyvekből volt ismeretes. Az eszmecsere Generációk Párbeszéde néven híresült el. 

### Közösségi kapcsolatok
A Bét Sálom zsinagóga ápolja és ösztönzi a más zsidó szervezetekkel való kapcsolattartást. 
Néhány példa erre az elmúlt esztendőből:
- 2011-től közös tanulássorozat a Dózsa körzettel
- 2011-ben a Judafest napján lezajlott FUNRUN futóversenyen a legtöbb résztvevőt adó szervező
- 2011-ben egyik kezdeményezője a "hat körzet közös Hanuka-parti"-jának
- 2012-ben közös a tubisvát ünnepség az Óbudai zsinagógával
- 2012-ben közös Lágbáomer rendezvény a Dózsa körzettel

### Az új lágymányosi zsinagóga vallási és világi vezetői
Vallási vezetők
- Dr. Benoschosky Imre rabbi
- Dr Takács Pál rabbi
- Dr. Klein Miklós rabbi
- Dr. Komlós Ottó rabbi
- Hochberger László rabbi

- Feleki Rezső kántor
- Sándor Ernő kántor
- Vándor Jenő kántor

Világi vezetők
- Bleier Andor elnök
- Grosz Nándor elnök
- Szepesi Hugó elnök
- Szepesi Hugóné elnök

A Bét Sálom zsinagóga világi vezetése 2004-2011
- Halmos Gábor elnök
- Ladányi György elnök
- Stern Péter elnök

### A Bét Sálom zsinagóga napjainkban
A Budapesti Zsidó Hitközösség (BZSH) Lágymányosi (Bét-Sálom) körzetében legutóbb 2011-ben választották meg a zsinagóga elöljáróságát. A szavazás alapján a zsinagóga vezetése 2015-ig az alábbiak szerint alakult.

#### Vallási vezetők
- Radnóti Zoltán[halott link] rabbi
- Jakal Zoltán kántor
- Virág Emese[halott link] héber oktató és Talmud Tóra tanár

#### Világi vezetők és közgyűlési küldöttek
- Horváth József[halott link] körzeti elnök és BZSH közgyűlési küldött
- Bíróné Ferencz-Kuna Valéria[halott link] zsinagógai elöljáró
- Győrfi László[halott link] zsinagógai elöljáró
- Heisler András[halott link] BZSH és MAZSIHISZ közgyűlési küldött
- Jakal Zoltán kántor, zsinagógai elöljáró, BZSH és MAZSIHISZ közgyűlési küldött
- Lackó András[halott link] zsinagógai elöljáró
- Ónody Péter[halott link] zsinagógai elöljáró
- Rózsa Péter[halott link] BZSH közgyűlési küldött